# Чашмасор (Лахш)
Чашмасор (тадж. Чашмасор, до марта 2022 г. — Сасикбулок) — село в сельском джамоате Лахши Боло Лахшского района. Расстояние от села до центра района — 49 км, до центра джамоата — 1 км. Население — 1683 человек (2017), таджики.